# Chondraster
Genre
Chondraster est un genre d'étoiles de mer de la famille des Poraniidae.

## Liste des espèces
Selon World Register of Marine Species (23 septembre 2014) :
- Chondraster elattosis H.L. Clark, 1923
- Chondraster grandis (Verrill, 1878)

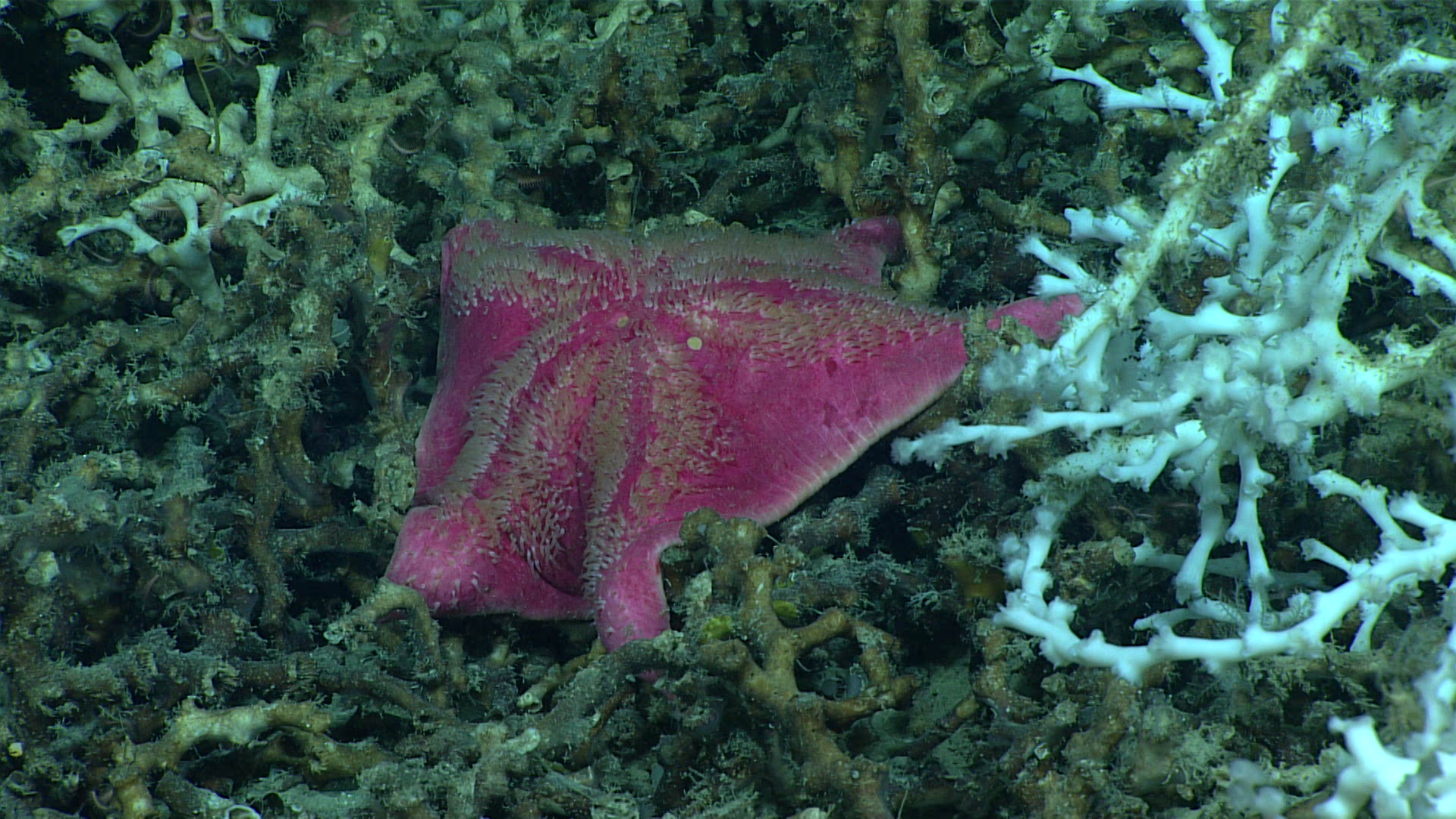
Chondraster grandis dans son environnement, dans les abysses de l'Atlantique.

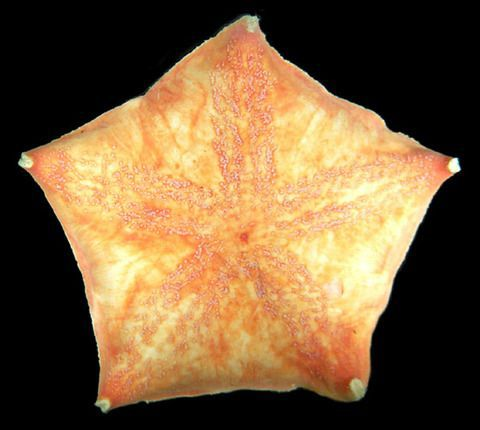
Chondraster grandis.